# Mistrovství světa v atletice 2009 – Muži 100 metrů
 Běh na 100 metrů mužů na Mistrovství světa v atletice 2009 se uskutečnil 15. a 16. srpna. Ve finálovém běhu zvítězil jamajský běžec Usain Bolt v novém světovém rekordu 9,58 sekundy. Při tomto běhu navíc Bolt dosáhl historicky nejvyšší změřené rychlosti běžícího člověka - 44,72 km/h. Finále bylo zřejmě nejkvalitnějším během na sto metrů v atletické historii.
Výsledky kvalifikačních kol potvrdily aktuální sílu karibských zemí v nejkratších sprintech. Malou sportovní tragédií pro Evropu byla čtvrtfinálová diskvalifikace nadějného Francouze Christopha Lemaitra pro předčasný start. S obrovskou pozorností očekávaný útok nejlepších sprinterů na světový rekord se na zaplněném Olympijském stadionu v Berlíně opravdu uskutečnil krátce po půl desáté večer v neděli 16. srpna 2009. I na závěr slunečného a horkého dne zůstalo počasí atletům nakloněné a vítr dění na dráze téměř nerušil - při finálovém běhu vanul rychlostí 0,9 m/s do zad. Závod naplnil všechny předpoklady, když stávající světový rekordman a olympijský šampion Usain Bolt soustředěným úsilím ubral ze svého rok starého rekordního výkonu z LOH v Pekingu plných 11 setin sekundy (doposud nikdy v moderní době přitom nebyl posun rekordu na této trati větší pěti setin). Boltova startovní reakce ve finále činila 0,146 s. Ani další vynikající čas, znamenající o šest setin sekundy vylepšený vlastní národní rekord a stříbrnou medaili, obhájce mistrovského titulu z Ósaky Tysona Gaye neuspokojil a Američan opouštěl dráhu viditelně zklamaný. Jeho čas 9,71 s. by s jedinou výjimkou bral zlato na všech předchozích šampionátech i olympijských hrách. Bronz bral s odstupem ve stále skvělém čase 9,84 s. další Jamajčan Asafa Powell.

## Výsledky finálového běhu
| *                | Sportovec        | Čas         |
| ---------------- | ---------------- | ----------- |
| Zlatá medaile    | Usain Bolt       | 9,58 s (WR) |
| Stříbrná medaile | Tyson Gay        | 9,71 s (NR) |
| Bronzová medaile | Asafa Powell     | 9,84 s (SB) |
| 4                | Daniel Bailey    | 9,93 s      |
| 5                | Richard Thompson | 9,93 s (SB) |
| 6                | Dwain Chambers   | 10,00 (SB)  |
| 7                | Marc Burns       | 10,00 (SB)  |
| 8                | Darvis Patton    | 10,34       |